# The Beards
The Beards (engl. Die Bärte) sind eine australische Comedy- und Folk-Rock-Band. Die Band thematisiert in ihren Liedern die Vorzüge davon, einen Bart zu haben. Alle ihre bisher veröffentlichten Lieder und Alben haben das Wort „Beard“ im Titel.

## Geschichte
Sie gründeten sich 2005 in Adelaide, wo sie zunächst ein einziges Konzert spielten. Schnell wuchs ein lokaler Kult um die Band, und 2007 veröffentlichten sie ihr Debütalbum The Beards. Daraufhin spielte die Band 2008 und 2009 beim jährlichen Musikfestival Big Day Out in Adelaide. 2009 führten sie das erste australische Team zu den World Beard and Moustache Championships in Alaska, wo sie des Weiteren bei der Eröffnungszeremonie spielten.
Die Beards haben für ihre Lieder If Your Dad Doesn’t Have a Beard, You’ve Got Two Mums, Got Me a Beard, Beard Accessory Store, You Should Consider Having Sex With a Bearded Man und Stroking My Beard Musikvideos gedreht, wobei If Your Dad Doesn’t Have A Beard, You’ve Got Two Moms über 2,5 Millionen, Got Me a Beard und You Should Consider Having Sex with a Bearded Man jeweils über 1,5 Millionen Klicks erreicht haben (Stand September 2015).
Sie touren fortwährend durch Australien sowie im Frühjahr 2014 mit ihrer „Euro - Bout to Grow a Beard Tour“ durch Europa. In Köln wurde das Konzert für die WDR-Fernsehsendung Rockpalast aufgenommen.
Mitte 2014 veröffentlichten sie ihr viertes Album The Beard Album, mit dem sie erstmals in die australischen Charts kamen. Ende des Jahres tourten sie erneut auch durch Europa. Im Dezember 2015 gab die Band ihre Abschiedstournee bekannt.
Im Jahr 2025 kam die Band beim Byron Bay Bluesfest wieder zusammen und buchte anschließend eine nationale Reunion-Tournee.

## Diskografie

### Alben
- The Beards (21. Juli 2007, Spare Room Audio)
- Beards, Beards, Beards (7. Mai 2010, The Beards)
- Having a Beard Is the New Not Having a Beard (9. März 2012) #63 AUS
- The Beard Album (9. Mai 2014) #30 AUS
- Ten Long Years, One Long Beard (Greatest Hits, 2. September 2015)

### Singles
- You Should Consider Having Sex with a Bearded Man (18. Juli 2011, The Beards)[11]
- I'm in the Mood … For Beards (16. Januar 2012, The Beards)[12]
- All the Bearded Ladies (11. April 2014, The Beards)[13]

## Videos

### Videoalben
- Live at the Beards Club (aufgenommen im Governor Hindmarsh Hotel, Adelaide)

### Musikvideos
- If Your Dad Doesn’t Have a Beard, You've Got Two Mums (2009)
- Growing a Beard (2010)
- You Should Consider Having Sex with a Bearded Man (2012)
- Got Me a Beard (2012)
- The Beard Accessory Store (2013)
- All the Bearded Ladies (2014)
- Stroking My Beard (2015)